# El coronel Macià
El coronel Macià és una pel·lícula escrita i dirigida per Josep Maria Forn que presenta alguns episodis de la vida de Francesc Macià abans d'esdevenir president de la Generalitat de Catalunya.
Els protagonistes principals són Abel Folk en el paper de Francesc Macià; Marta Marco que interpreta Eugènia Lamarca, la muller de Macià; Molly Malcolm en el paper d'una periodista irlandesa fictícia que visita Catalunya; i Fèlix Pons, que interpreta el periodista Maspons.

## Argument
La pel·lícula narra diversos episodis de la vida de Francesc Macià, començant el 1905 amb un Macià tinent coronel de l'exèrcit espanyol i acabant amb la proclamació de la República Catalana el 14 d'abril de 1931. La trama comença quan una periodista irlandesa que acaba d'arribar a Catalunya presencia els enfrontaments entre l'exèrcit espanyol i el catalanisme, amb episodis com els Fets del ¡Cu-Cut!. Macià no aprova l'actuació de la guarnició de Barcelona, i això li comportarà enfrontar-se amb els seus superiors de l'exèrcit.
Tot i que s'introdueixen personatges de ficció com la periodista irlandesa Elisabeth Joyce, el film presenta la trajectòria política i personal de Macià a partir dels fets històrics que la van acompanyar.

## Repartiment
| - Abel Folk: Francesc Macià - Marta Marco: Eugènia Lamarca - Molly Malcolm: Elisabeth Joyce - Fèlix Pons: Maspons - Ricard Borràs: Ventura Gassol - Pere Ventura: Carner Ribalta - Roger Casamajor: Daniel Cardona - Manel Barceló: Coronel Azcárate - Lluís Soler: Henry Torres - Juli Fàbregas: Vilanova - Toni Albà: Rovira - Hèctor Claramunt: Alfons XIII - Luciano Federico: Garibaldi - Joan Cussó: Francesc Cambó - Jesús Ferrer: Antoni Maura - David Bagés: Casellas - Ferran Carvajal: Junceda - James Humbert: Royston Saint Noble | - Pep Torrents: Coronel Aguilera - Joan Carles Gustems: Tinent Coronel Linares - Pep Molina: Tinent Coronel Prado - Ernesto Collado: Capità Brandeis - Biel Moll: Cristino Luengo - Pep Sais: Bibliotecari - Jaume Comas: Agapito Lamarca - Jordi Serrat: Ministre de Foment - Carlos Lasarte: viatger en tren - Alfred Lucchetti: professor Vila - Susana Egea: Mercè - Pep Cortés: pagès 1 - Xavier Ruano: pagès 2 - Biel Duran: pagès 3 - Raúl Gutiérrez: pagès 4 - Jordi Domènech: Guillem - Pere Tàpias: pescador de Vilanova - Xabier Elorriaga: General Martos - Fermí Reixach: Ministre de la Guerra - Juan Luis Galiardo: Capità General Polavieja - Mario Gas: Marquès de Camps |